# Sanvordem
Sanvordem è una suddivisione dell'India, classificata come census town, di 4.832 abitanti, situata nel distretto di Goa Sud, nello territorio federato di Goa. In base al numero di abitanti la città rientra nella classe VI (meno di 5.000 persone).

## Geografia fisica
La città è situata a 15° 16' 0 N e 74° 7' 0 E e ha un'altitudine di 17 m s.l.m..

## Società

### Evoluzione demografica
Al censimento del 2001 la popolazione di Sanvordem assommava a 4.832 persone, delle quali 2.431 maschi e 2.401 femmine. I bambini di età inferiore o uguale ai sei anni assommavano a 558, dei quali 274 maschi e 284 femmine. Infine, coloro che erano in grado di saper almeno leggere e scrivere erano 3.491, dei quali 1.894 maschi e 1.597 femmine.